# 威讯联合半导体
威讯联合半导体,是一家美国跨国公司，专注于设计、开发及生产射频集成电路产品，是全球主要的功率放大器和滤波器供货商，在北美、欧洲、亚太拥有约50个分支机构。  该公司由TriQuint半导体公司和RF Micro Devices（RFMD）公司合并而成，于2014年宣布并于2015年1月1日完成。  其在纳斯达克上市交易，股票代號为QRVO。 公司的总部最初位于俄勒冈州希尔斯伯勒（TriQuint所在地）和北卡罗来纳州格林斯伯勒（RFMD所在地），但于2016 年中期，北卡罗来纳州成为其总部。威讯联合半导体在中国具有北京和德州两大高科技制造中心，在北京亦庄经济技术开发区成立了第一家独资子公司—威讯联合半导体（北京）有限公司，现有员工2000余人。于2015年在德州经济技术开发区成立威讯联合半导体（德州）有限公司，现有员工1200余人。在北京、上海、深圳、中山、香港、台北等地设立了销售、客服、应用工程及制造团队。

## 历史
2001年6月28日，威讯联合半导体（RFMD）在中国的独资子公司——威讯联合半导体（北京）有限公司成立。2013年7月，威讯联合半导体在中国的第二工厂在山东省德州市开建。
2015年1月1日，RF Micro Devices(RFMD) 和竞争对手TriQuint Semiconductor合并成立新公司威讯联合半导体（Qorvo）。2015年6月，新公司成为标准普尔500指数成分股，估值为 120 亿美元，公司拥有员工 8,000 多人。截至 2016 年中期，仅美国俄勒冈州工厂就雇佣了近 1,000 名员工。
2016年，威讯联合半导体收购了GreenPeak Technologies公司，将超低功耗、短距离无线连接家庭和物联网纳入其产品组合。 GreenPeak Technologies 最出名的是Zigbee芯片，2015年销量达1亿颗。 GreenPeak Technologies 总部位于荷兰乌得勒支。
2019年，威讯联合半导体收购了德克萨斯州Active-Semi International公司 ，这是一家拥有电源效率和电源管理方面专利的無廠半導體公司，这些技术已成为设计 5G 设备、物联网 (IoT) 以及快速增长的其他产品的电路的关键技能。
2020年，威讯联合半导体收购了爱尔兰半导体公司Decawave ，这笔交易估值4亿美元。
2021年，威讯联合半导体宣布收购总部位于加利福尼亚州山景城的NextInput公司，后者是人机界面 (HMI) 力感应新兴领域的先驱。 2021年11月3日，威讯联合半导体宣布收购总部位于新泽西州普林斯顿的United Silicon Carbide (UnitedSiC)，该公司是碳化硅基半导体（例如 SiC FET、SiC JFET、SiC 二极管）的先进制造商。
2023年，威讯联合半导体宣布QSPICE电路仿真软件于5月进行有限 Beta 测试，然后于7月进行公开 Beta 测试。它由电子电路仿真免费软件LTspice的作者Mike Engelhardt开发。

## 名称由来
威讯联合半导体的英文名Qorvo，发音为"kor-vo"，旨在反映两家公司（TriQuint Semiconductor and RF Micro Device）计划在合并后实现的"核心技术（core technologies）和创新（innovations）"。第一个音节旨在唤起"合唱（chorus）"——齐心协力工作的人们以及"核心（core）"技术。第二个音节“vo”表示在空中或太空中旅行或穿越（voyage）。威讯联合半导体中文名沿用自在公司前身RFMD的中文译名。